# Будинок-музей Ататюрка (Анталія)
 Будинок-музей Ататюрка (Анталія) (тур. Atatürk Evi ve Müzesi) — національний музей в турецькій Анталії, експозиція якого присвячена відомому революціонеру та першому президенту Турецької Республіки Мустафі Кемалю Ататюрку

## Історія
5 березня 1930 року засновник Турецької Республіки Мустафа Кемаль Ататюрк вирушив на відпочинок в Анталію. 6 березня він прибув в місто і зупинився у двоповерховій кам'яній віллі. Жителі Анталії, які вітали політика в місті, подарували йому цей особняк. Пізніше Ататюрк ще двічі під час офіційних візитів до Анталії в 1931 і 1935 роках — відвідував Анталію і зупинявся у цьому будинку.
Після смерті Ататюрка особняк був переданий у приватне правління і в 1939 році перетворився у вечірню школу ремесел для дівчаток і інститут для дівчат. У 1952 році вілла перейшла до Міністерства сільського господарства, там знаходилося бюро одного з його управлінь. У 1980 році будівлю передали Міністерству культури і туризму. Після реставрації в будинку відкрили музей великого турка.

## Будівля музею
Музей розташований у двоповерховому будинку, який був оригінально перебудований. У рамках проекту розширення вулиць у місті будівлю довелося зруйнувати. За фінансової підтримки місцевої компанії з розподілу електроенергії будинок відбудували там же. У 1986 році музей відкрився для публіки.

## Експозиції
На першому поверсі демонструються газети, фотографії та документи, що стосуються візитів Ататюрка в Анталію між 6 березня 1930 року та 18 лютого і 19 лютого 1935 року. На другому поверсі - дві робочі кімнати та спальня. В іншій залі на цьому поверсі представлено колекцію банкнот, монет та поштових марок, що випускаються з моменту проголошення Республіки.
Найважливіша частина музею — це кімната з особистими речами Ататюрка, які були привезені з мавзолею в Анкарі.

## Місцезнаходження
Адреса: Ішиклар Кадедесі, Муратпаша, Анталія